# Dragonball Evolution
Dragonball Evolution ist eine Realverfilmung, die lose auf den Figuren des von Akira Toriyama konzipierten Mangas Dragon Ball basiert. Der Film wird von 20th Century Fox vertrieben und hatte am 13. März 2009 in Japan und Hongkong Weltpremiere. Die deutsche Premiere fand am 11. Juni 2009 statt.

## Handlung
Vor 2000 Jahren gelingt es sieben Magiern, den Oberteufel Piccolo mit dem Zauber Mafuba in einen Reiskocher zu sperren und somit das Böse von der Erde zu verbannen. Sein Schüler Ouzaru konnte jedoch entkommen.
In der Gegenwart ist der Oberteufel wieder frei und sucht nach den sieben Dragon Balls, um bei der kommenden Sonnenfinsternis den Drachen Shenlong zu rufen. Goku wird von seinem Großvater Gohan in den alten Kampfkünsten unterwiesen und erhält von ihm an seinem 18. Geburtstag einen Dragon Ball mit vier Sternen als Geschenk. In der Schule hat es Goku nicht leicht, denn er wird von seinen Mitschülern geärgert, muss aber seine Kräfte und Fähigkeiten vor ihnen verbergen und steckt so immer wieder zurück.
Eines Tages lädt ihn sein Schwarm, Chi Chi, die dieselbe Schule besucht, auf eine Party ein. Während Goku feiert, wird Gohan von Piccolo und dessen Gehilfin Mai angegriffen, die auf der Suche nach den sieben Dragon Balls sind. Piccolo zerstört Gohans Haus und verwundet ihn schwer. Den Dragon Ball können sie jedoch nicht finden, da Goku ihn zuvor mit auf die Party genommen hat. Goku spürt, dass mit seinem Großvater etwas nicht in Ordnung ist und eilt zurück nach Hause. Dort erfährt er vom sterbenden Gohan, dass Piccolo zurückgekehrt ist. Er rät Goku, sich an seinen alten Freund Meister Roshi zu wenden, der wissen würde, was zu tun wäre.
Am folgenden Tag beerdigt Goku seinen Großvater und findet in den Ruinen seines Heims Gohans orangefarbenen Kampfanzug. Plötzlich taucht Bulma Briefs auf, die mit ihrem Dragon-Ball-Radar einen Dragon Ball in den Trümmern geortet hatte. Sie nimmt an, es sei der Dragon Ball, der von Mai aus der Firma ihres Vaters, der Capsule Corporation, gestohlen wurde. Nach einem kurzen Kampf zwischen Bulma und Goku klärt sich das Missverständnis und sie suchen gemeinsam Meister Roshi und die weiteren Dragon Balls, um Piccolo und Mai aufzuhalten.
Goku und Bulma finden den alternden Kampfsportler, der ebenfalls einen Dragon Ball besitzt, schließlich auf einer abgelegenen Insel in seinem Haus. Sie können ihn überzeugen, sich ihnen anzuschließen. Unter Meister Roshi beginnt Goku das Training, sein Qi zu kontrollieren. Gemeinsam brechen sie zu einer alten Kampfschule auf, die seit Roshis letztem Besuch gut besucht ist. Hier trifft Goku erneut auf Chi Chi, die für das kommende große Kampfsportturnier trainiert. Auf der weiteren Suche nach den Dragon Balls begegnen Goku, Meister Roshi und Bulma dem Wüstenbanditen Yamcha, der sie nun ebenfalls begleitet. Zusammen finden sie einen dritten Dragon Ball. Die Zeit drängt jedoch und Meister Roshi sucht seinen ehemaligen Meister in einem Kloster auf, um mit dem Training des Mafuba zu beginnen. Auch Goku arbeitet weiter daran, sein Qi und schließlich das Kamehame-Ha zu beherrschen.
Währenddessen kann Mai in Gestalt von Chi Chi die drei Dragon Balls stehlen, wodurch der Oberteufel Piccolo nun im Besitz aller sieben Dragon Balls ist. Die Gruppe begibt sich auf die Fährte der drei und kann verhindern, dass der Drache Shenlong gerufen wird und Piccolo die Welt zerstört. Mit Beginn der Sonnenfinsternis verwandelt sich Goku in Ouzaru, einen Riesenaffen, der von Piccolo kontrolliert werden kann. Bulma und Yamcha werden von Mai attackiert, doch Bulma kann Mai aufhalten. Meister Roshi wendet nun das Mafuba an, um Oberteufel Piccolo abermals in einen Reiskocher zu bannen. Dies gelingt ihm jedoch nicht und er stirbt durch diese tödliche Technik. Im Sterben appelliert Meister Roshi an Gokus wahres Ich, der sich kurze Zeit später wieder unter Kontrolle bringt und zurückverwandelt. Im finalen Kampf besiegt Goku seinen Widersacher Piccolo mit einem Kamehame-Ha. Die Freunde rufen den heiligen Drachen Shenlong und lassen ihn Meister Roshi wiederbeleben. Goku und Chi Chi finden zusammen und treten in der Arena des Kampfsportturniers gegeneinander an.
Nach dem Abspann des Films ist zu sehen, dass der schwer verwundete Piccolo von einer Frau gepflegt wird.

## Produktion und Veröffentlichung
Im Jahr 2002 erwarb die amerikanische Produktionsgesellschaft 20th Century Fox die Lizenzrechte für einen Dragon-Ball-Realfilm. Im September 2007 wurde angekündigt, dass die Dreharbeiten im kanadischen Montreal durchgeführt werden. Sie begannen im November 2007 und waren im April 2008 abgeschlossen. Laut früheren Meldungen sollte das Budget bei mindestens 100 Millionen Dollar liegen, im April 2009 berichtete der spanische Fernsehsender Telecinco jedoch, das Budget hätte 50 Millionen Dollar betragen; andere Quellen nennen ein Budget von nur 30 Millionen Dollar.
Der Film feierte seine Premiere am 12. März 2009 unter anderem in Hongkong und Südkorea, tags darauf in Japan und Taiwan. Der offizielle Kinostart in Deutschland erfolgte am 11. Juni 2009.
In China, Hongkong, Malaysia, Singapur und Thailand war Dragonball Evolution in der Startwoche der meistbesuchte Film, in Japan konnte er sich auf Rang 3 platzieren. Mit 3,4 Millionen Dollar Einspielergebnis in der Volksrepublik China war es der bis dahin viertbeste Filmstart in diesem Markt für 20th Century Fox. Das weltweite Einspielergebnis belief sich auf rund 57,5 Millionen Dollar.

## Kritiken
Akira Toriyama sah eine Vorabfassung des Films und kommentierte ihn, indem er Fans des Mangas vorschlug, die Handlung des Films als eine Art Neues Dragon Ball anzusehen, das in einem anderen Universum spielt. Von der fertigen Version sah er sich jedoch schwer enttäuscht; er würde das Produkt nicht einmal Dragon Ball nennen.

„‚Dragonball Evolution‘ muss man nicht verstehen, der Film ist passgenau auf die Zielgruppe zugeschnitten, die sich dank Manga und Serie in der Parallelwelt – die komplexer ist, als die ‚Star Wars‘- und ‚Star Trek‘-Universen zusammen, bestens auskennen. Alle anderen werden nur einen soliden Action-Fantasy-Mix von der Stange erleben, dessen Hintergründe, verwandelbare Figuren und Handlungskniffe nicht nachvollziehbar sind.“

„Die Story erinnert stark an das Fantasy-Epos ‚Der Herr der Ringe‘. Leider bedeutet das nicht, dass ‚Dragonball Evolution‘ dem Vergleich mit der Tolkien-Adaption standhalten könnte. Peter Jacksons genialer Inszenierung steht hier ein für das jugendliche Publikum konzipiertes Fantasy-Abenteuer gegenüber. Dank aufwendiger Tricktechnik liefert die Teenie-Action ordentliche Schauwerte, fürs erwachsene Publikum aber nur unterdurchschnittliches Unterhaltungspotential. Da kloppen sich Teenager beiderlei Geschlechts mit Kung-Fu-Tritten und bewerfen sich mit Energie-Blitzen, dass es eine wahre Freude ist – ernst nehmen kann man diesen ‚Karate Kid‘ des 21. Jahrhunderts freilich überhaupt nicht. Fazit: Actionreiches Fantasy-Gekloppe für das junge Publikum.“

„Infantile, allenfalls noch an den Versatzstücken erkennbare Realverfilmung des Manga/Anime-Franchises, die dem Trivialmythos keine neue Impulse abringt.“

„Dragon Ball Evolution war mein größter Fehler.“

## Merchandising
Das Buch zum Film ist, wie der Manga Dragon Ball, beim Carlsen Verlag erschienen.
Basierend auf dem Film entstand ein Computerspiel für die Playstation Portable, dessen Darstellung der Charaktere aber keine Ähnlichkeit mit der bekannten Dragon-Ball-Spielereihe aufweist.
Auch Action-Figuren, die auf dem Film basieren, werden zum Verkauf angeboten.